# Heinrich Jenny (Maler)
Heinrich Jenny (* 2. Juli 1824 in Langenbruck; † 13. August 1891 in Solothurn) war ein Schweizer Zeichner, Historienmaler, Illustrator und Zeichenlehrer.

## Leben
Heinrich Jenny wurde in Langenbruck in der damaligen Landschaft Basel geboren und verlebte dort seine ersten Jahre. Die Familie beschloss um 1832/1833, offenbar aus Anlass der Basler Kantonstrennung, nach Amerika zu ziehen. Die Mutter starb kurz vor der geplanten Abreise; der Vater wanderte ohne seine sieben Kinder aus. Heinrich kam zunächst zu seinem Grossvater in Langenbruck und besuchte dort während vier Jahren die Volksschule, wurde jedoch 1836 einem Onkel und einer Tante in Basel übergeben. 
Er arbeitete als «Spuhler in einem Posamentiergeschäft», zeichnete und malte daneben mit Leidenschaft. Bald konnte er eine Dessinateurlehre aufnehmen und die Zeichenschule besuchen. Im Jahr 1842 verliess er Basel vorzeitig, weil er «bei seinen Verwandten ein kümmerliches Leben führte». Er zog zu einem Bruder, der ihm eine Stelle als Mechanikerlehrling in Horgen verschaffte. Auch diese Lehre brach er ab. Damit begann ein unstetes Wanderleben als Wanderporträtist. 1844 kam er zum ersten Mal nach Solothurn und porträtierte auf Anregung von Franz Josef Schild Kurgäste im Grenchner Bachtelenbad.
Ab 1851 lebte Jenny meistens in Solothurn. Im Jahr 1854 soll sein Bruder Arnold Jenny (1831–1881), autodidaktisch ausgebildeter Maler, zu ihm gezogen sein. Auch laut HLS haben die Brüder zusammengearbeitet. Heinrich war aber weiterhin auch häufig auf Wanderungen. 
Nach vielen Stationen in der deutschen Schweiz und einem Abstecher nach München ging er nach Basel, wo er sich 1858 mit Marie Schneider verheiratete. Er wollte nun sesshaft werden und übernahm 1859 ein Rouleau-Geschäft in Aarburg AG; 1862 musste er das Geschäft aufgeben. Er zog zurück nach Solothurn. Dort fühlte er sich heimisch, und in Kreisen liberaler Bürger gewann ihm «das gemütliche Wesen und die witzige Art [...] rasch Freunde». Beispiel einer solchen Runde ist das «Weltverbesserungsstübli», eine Gruppe von Männern, die der Töpfergesellschaft Solothurn und dem Kunstverein Solothurn nahestanden; der Gruppe gehörte u. a. der Jurist und Dramatiker Franz Krutter an. Zwei Stammbuchalben dieses Kreises mit Zeichnungen von Heinrich Jenny aus dem Vorbesitz der Stadtbibliothek Solothurn haben sich in der Zentralbibliothek Solothurn erhalten.
Jenny war ab den späten 1840er Jahren bei Kalendermachern und Herausgebern von satirischen Zeitschriften als Illustrator bekannt. Er arbeitete für den Charivari, während 14 Jahren für den Postheiri, aber auch für die Gartenlaube – ausführlich u. a. über das Unglück beim Bau des Hauensteintunnels 1857 – und für Über Land und Meer. Aufträge von Zeitschriften in Paris und Leipzig gingen ein, z. B. anlässlich des Neuenburgerhandels 1857. Einige eigene Projekte hingegen scheiterten, z. B. eine Prachtausgabe von Schillers Wilhelm Tell. Ein anderes, Scheffels Ekkehard in zwölf Original-Compositionen, das 1885 in neuer Auflage in Hamburg erschien, war in der Schweiz wenig bekannt. Auch die Zusammenarbeit mit Autoren verlief nicht immer reibungslos. Der Schriftsteller Alfred Hartmann schreibt in seiner Autobiografie Rückblicke:

„[1863] Für die Sammlung von Novellen und Dorfgeschichten, welche ich unter dem Titel: Erzählungen aus der Schweiz erscheinen lassen wollte, fand ich trotz aller verwendeten Mühe keinen Verleger. Da entschloß ich mich zum Selbstverlag. Ich stand damals noch in der irrthümlichen Ansicht, daß eine Anzahl von Illustrationen dem Buch einen besonderen RELIEF verleihen würden und bestellte solche und zwar nicht weniger als 20 beim Zeichner des Postheiri, Heinrich Jenny. Sie wurden auf dem Weg der Zinkographie vervielfältigt, kosteten mich ein Heidengeld, kamen jedoch nicht nach Wunsch heraus.“

1865 zog Jenny mit seiner Frau und den vier Kindern Heinrich Arnold, Ernst Ferdinand, Anna Maria und Emma nach Berlin. Bis 1878 lebte die Familie in Deutschland. Jenny arbeitete u. a. 1866 als Zeichner anlässlich der Schlacht von Königgrätz, nachdem er in Görlitz am 26. Juni als vermeintlicher Spion in österreichische Gefangenschaft geraten war. Seine Porträts der in den Deutschen Krieg involvierten deutschen Politiker und Offiziere fanden ihrer Realitätsnähe wegen grossen Anklang. Eine sichere Existenz konnte er sich offenbar nicht aufbauen. In den 1870er Jahren versuchte er sich als Kirchenmaler in Burg (Dithmarschen) und in Jevenstedt.
Im Jahr 1878 wurde Jenny als Nachfolger des verstorbenen Malers und Zeichenlehrers Gaudenz Taverna an die Kantonsschule Solothurn berufen. Er liess sich im Lindenhofquartier nieder. Seine Schüler schätzten ihn, unter ihnen der junge Cuno Amiet, und er wurde ein geschätzter Restaurator. Bekannt und für die Denkmalpflege wichtig ist sein heute in der Zentralbibliothek Solothurn aufbewahrtes Album mit 28 «Zeichnungen alter Bauten», das Staatsschreiber Josef Ignaz Amiet in Auftrag gegeben hatte. Jenny arbeitete bis zuletzt als politischer und karikaturistischer Illustrator für Zeitschriften, u. a. regelmässig für den Nebelspalter.

## Werk
Jennys frühe Werke waren Porträts in Aquarelltechnik oder Öl. Technisch und zeichnerisch lernte er als Wandermaler laufend dazu. Die Ansprüche waren leicht zu befriedigen:

„Die Bauernmädchen nahmen es mit der Ähnlichkeit nicht gar genau, wenn nur die Backen roth und das Gesicht weiss angestrichen war.“

Zunehmender Erfahrung und Routine verdankte er Aufträge für Zeichnungen und Drucke mit historischen Motiven, was u. a. seine Bilder von Festzügen der Städte Bern, 1853, und Winterthur, 1864, belegen. Stoffe aus der Schweizer und der deutschen Geschichte waren seine eigentliche Berufung; er hat sich selber als «Historienmaler» verstanden und bezeichnet. Im Nachlassinventar fanden sich genrehafte oder patriotisch-historische Öl-, Tusche- und Aquarellbilder.
Eine breite Wirkung hat Jenny mit seinen Beiträgen in Zeitschriften, insbesondere im Postheiri, entfaltet.  Er war der «wichtigste Karikaturist [...] der Zeitschrift».
Hans Sigrist beurteilt Jennys Wirken als «in hohem Masse zeitgebunden», attestiert ihm jedoch, ein «erfindungsreicher und ausdrucksstarker, hochtalentierter Zeichner und Illustrator» gewesen zu sein.
Die Zentralbibliothek Solothurn besitzt die genannten Stammbuchalben sowie grafische Blätter; das Kunstmuseum Solothurn besitzt Arbeiten Jennys; ein grösserer Bestand an Werken findet sich auch im Kunstmuseum Olten.

## Ungedruckte Quellen
- Staatsarchiv des Kantons Solothurn, Inventare und Teilungen 1891, Bd. 131.
- Stadtarchiv Solothurn, Einwohnerkontrollakten A.104.
- Protokolle der Weltverbesserer. Zentralbibliothek Solothurn, Signatur ZBS S I 89(1–2).